# Saraiva (músico)
Luiz Saraiva dos Santos, conhecido como Saraiva (Belo Monte, 8 de março de 1929 - ) foi um saxofonista e compositor brasileiro. Como compositor assinava Luiz dos Santos e, em alguns LPs, Luiz Saraiva. 
Nasceu em Belo Monte, cidade as margens do rio São Francisco, em Alagoas, tendo migrado com sua sua família para São Paulo ainda na infância. Após uma breve carreira no exército, Saraiva ingressou na Companhia Docas de Santos e alternou uma carreira de auxiliar de caldeireiro com a de músico nas boates da cidade de Santos.
Ao longo de sua carreira gravou dezenas de discos de samba, choro e bolero, entre outros gêneros, pelas gravadoras Continental, Copacabana, Beverly e Tropicana.